# Statystyki popularności systemów operacyjnych
Poniżej znajdują się statystyki pokazujące korzystanie z najbardziej popularnych systemów operacyjnych.
Informacje pochodzą z ciągów identyfikacyjnych przeglądarek internetowych, a nie z badań lub informacji o sprzedaży. Nie są one w pełni miarodajne ponieważ:
- przeglądarki internetowe nie zawsze dostarczają dokładnych informacji.
- raporty witryn mogą być uzależnione od systemu operacyjnego.
- w niektórych komputerach zaporami sieciowymi i filtrami zablokowano możliwość przeglądania niektórych stron.
- niektóre komputery nie są podłączone do Internetu.
- na niektórych komputerach można uruchomić więcej niż jeden system operacyjny jednocześnie (wirtualizacja) lub w innym czasie.
- metodologia zbierania informacji może być różnorodna (lista analizowanych stron, sposób określania systemu operacyjnego, zliczanie sesji, unikalnych użytkowników, odwiedzin na stronie lub wejść).
- wyszukiwarki internetowe mogą znacząco zwiększać ruch sieciowy i raportować dowolne ciągi identyfikacyjne.
- Przeglądanie stron internetowych nie jest równie ważne dla różnych grup użytkowników. Np. uczeń mający dużo wolnego czasu może jednego dnia odwiedzić 100 różnych stron WWW, a w ciągu tego samego dnia zajęty pracą kierownik może odwiedzać tylko dwie różne strony. Tym samym udział w rynku systemów operacyjnych preferowanych przez młodych entuzjastów komputerów w badaniach opartych na statystykach przeglądania stron internetowych jest zapewne istotnie zawyżony, w stopniu trudnym do określenia.

## Statystyki popularności systemów operacyjnych
Uwzględniono systemy operacyjne, które pojawiają się w cytowanych źródłach i osiągnęły udział co najmniej 0,1%.
| Źródło                | Data          | Microsoft Windows | Microsoft Windows | Microsoft Windows | Microsoft Windows | Microsoft Windows | Microsoft Windows | Mac OS | GNU/Linux | Inne   | Źródła |
| Źródło                | Data          | XP                | Vista             | 7                 | 8                 | 8.1               | 10                | Mac OS | GNU/Linux | Inne   | Źródła |
| --------------------- | ------------- | ----------------- | ----------------- | ----------------- | ----------------- | ----------------- | ----------------- | ------ | --------- | ------ | ------ |
| OneStat               | Grudzień 2008 | 72,02%            | 21,16%            |                   |                   |                   |                   | 3,66%  | 0,47%     | 2,69%  |        |
| AT Internet Institute | Luty 2009     | 62,18%            |                   |                   |                   |                   |                   | 4,59%  | 1,24%     | 31,99% |        |
| Net Applications      | Wrzesień 2009 | 71,51%            |                   |                   |                   |                   |                   | 5,12%  | 0,95%     | 22,42% |        |
| W3 Counter            | Wrzesień 2009 | 60,06%            |                   |                   |                   |                   |                   | 7,3%   | 1,84%     | 30,8%  |        |
| NetMarketShare        | Wrzesień 2015 | 12,4%             | 1,82%             | 57,67%            | 2,56%             | 11,39%            | 5,21%             | 4,76%  | 1,74%     | 2,45%  |        |
| W3 Counter            | Marzec 2017   |                   |                   | 13,24%            |                   | 2,56%             | 9,22%             | 2,69%  | 2,4%      | 69,89% |        |
| StatCounter           | Kwiecień 2017 | 1,91%             | 0,37%             | 16,76%            | 0,84%             | 3,47%             | 12,91%            | 5%     | 0,77%     | 67,97% |        |